# Oie de Celle
L'oie de Celle (Celler Gans) est une race fermière d'oie domestique de taille moyenne, originaire de la région de Celle en Allemagne.

## Histoire
L'oie de Celle est sélectionnée à partir de l'oie de Poméranie et d'oies locales des alentours de Celle dès 1948 pour fixer une oie de couleur brun clair ou pie-brun clair. Dans les années 1960, le Bundesforschungsanstalt für Kleintierzucht s'occupe de cette race qui est finalement reconnue en 1973.

## Description
L'oie de Celle est une oie résistante aux intempéries, agile et confiante. Elle a un bon instinct de reproduction. La seule couleur reconnue est le brun clair avec des taches plus foncées au bout des ailes, et un croupion blanc. Le jars pèse entre 5,5 kg et 6,5 kg, l'oie entre 4 kg et 6 kg. Le baguage est de 24 mm. Ses œufs blancs pèsent 130 grammes en moyenne.